# Cột Đức Mẹ ở Kroměříž

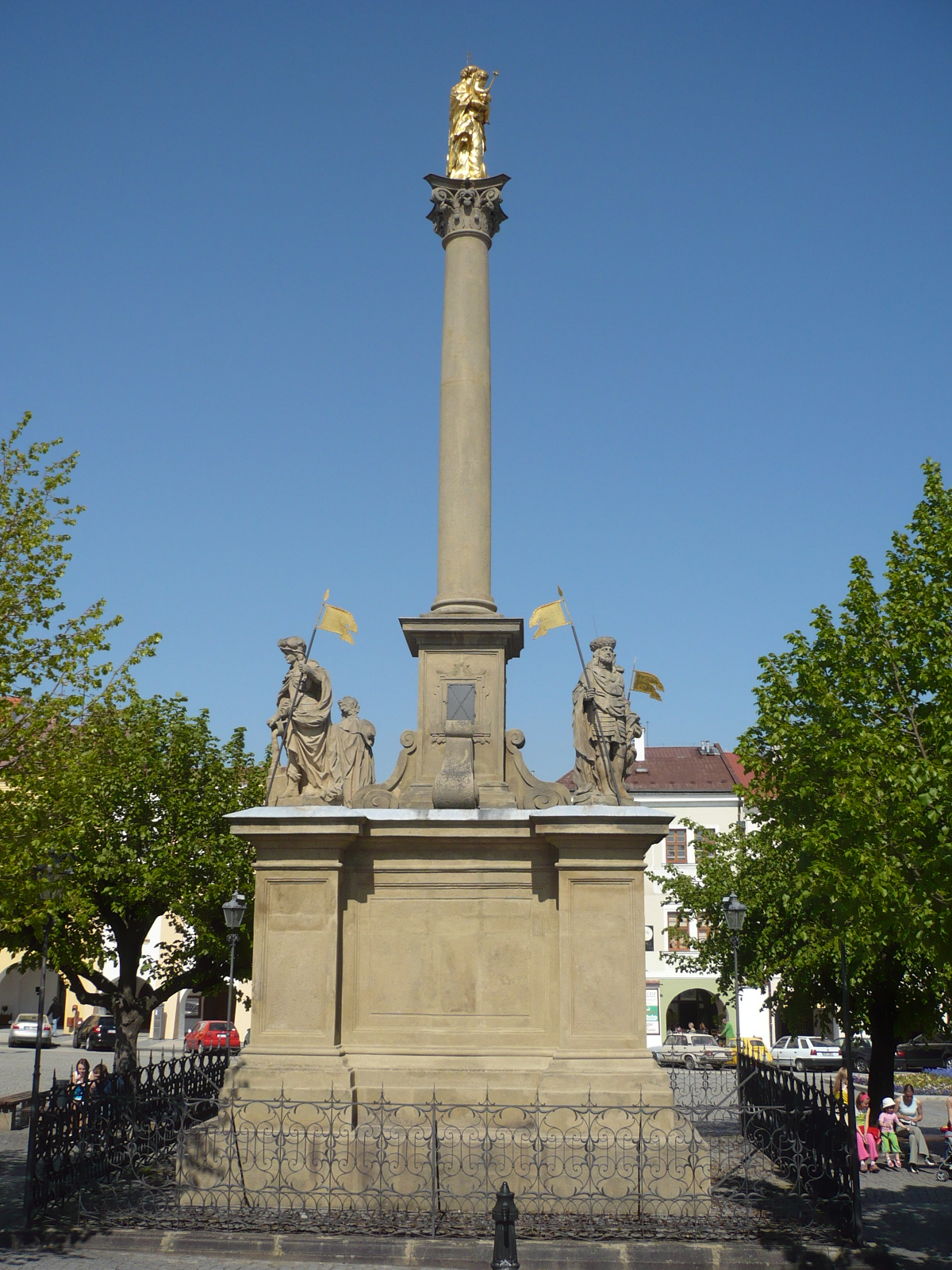
Cột Đức Mẹ ở Kroměříž (2009)

Cột Đức Mẹ ở Kroměříž (tiếng Séc: Mariánský sloup v Kroměříži) là một trong những tượng đài tôn giáo nổi tiếng về Đức Mẹ, tọa lạc ở quảng trường Velké, thị trấn Kroměříž, vùng Zlínský, Cộng hòa Séc. Ở trên đỉnh cột đặt một bức tượng phác họa hình ảnh Đức Mẹ Đồng trinh Maria và Chúa Giê-su hài đồng, nhằm bày tỏ lòng biết ơn đối với Ngài vì đã giúp cư dân thị trấn Kroměříž vượt qua đại dịch hạch của thế kỷ 17. Tượng đài này có tên trong danh sách các di tích văn hóa của Cộng hòa Séc.

## Lịch sử

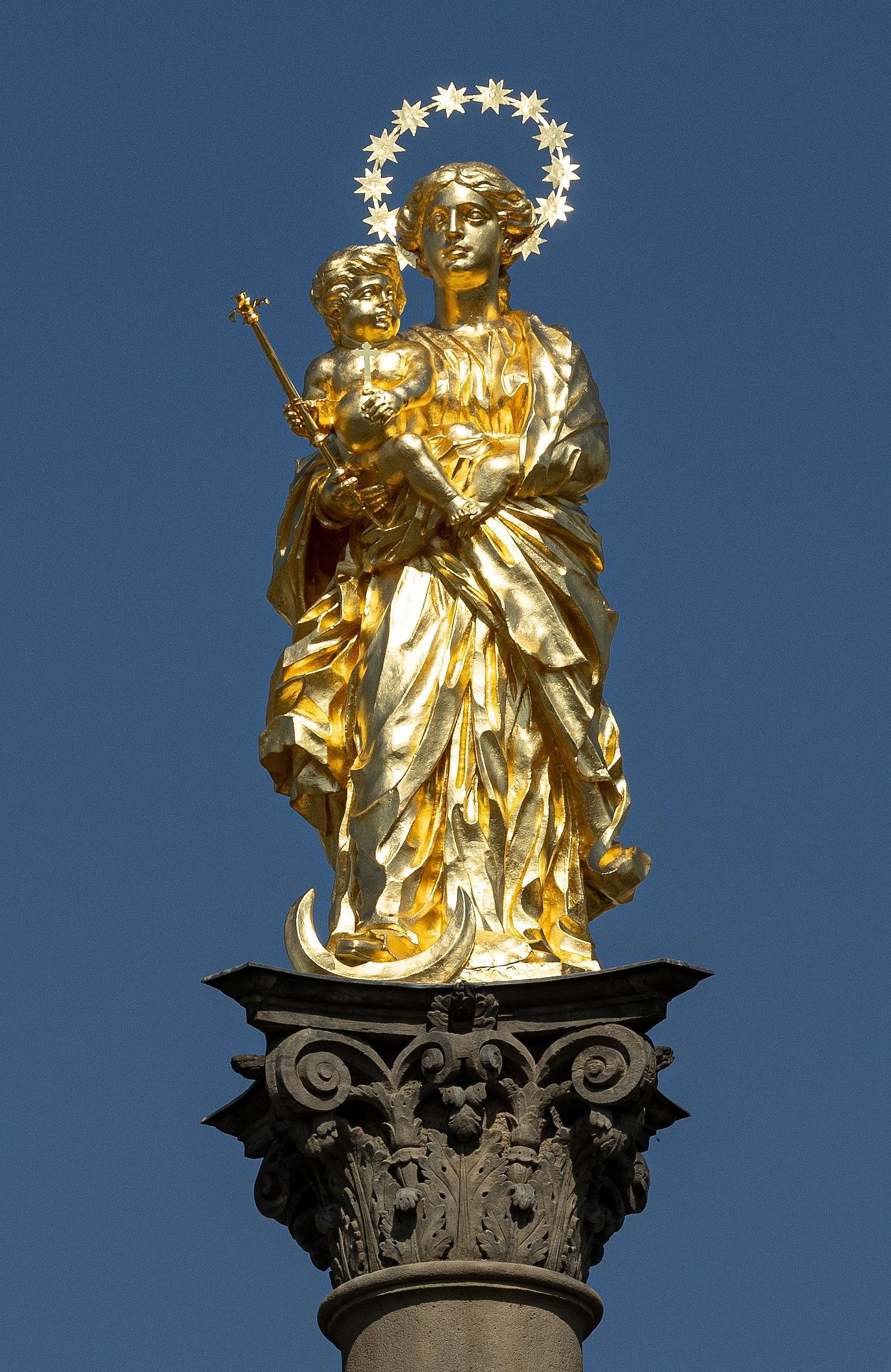
Bức tượng sau khi được mạ vàng (2020)

Cột Đức Mẹ ở Kroměříž được xây dựng vào giai đoạn 1680 - 1681. Tác giả công trình này là hai nhà điêu khắc người Đức Michael Zürn và David Zürn. Lúc bấy giờ, tượng Đức Mẹ Đồng trinh Maria đặt ở đỉnh cột đã được mạ vàng. Sau trận dịch hạch năm 1716, công trình này được cải tạo ở quy mô lớn. Sau khi trận dịch tả ở thị trấn Kromežíž kết thúc, bức tượng Đức Mẹ được mạ vàng một lần nữa vào năm 1832. Từ đó cho đến cuối thế kỷ 20, việc trùng tu cột Đức Mẹ vẫn diễn ra liên tục trong nhiều năm (1884, 1948, 1975, và 1998). Trong thế kỷ 21, bức tượng trên đỉnh cột một lần nữa được mạ vàng vào năm 2020 từ nguồn trợ cấp của Bộ Văn hóa Cộng hòa Séc.

## Mô tả
Tổng chiều cao của cột (tính cả phần đế) là 16,3 mét. Bức tượng mạ vàng cao 2,4 mét, khắc họa hình ảnh Đức Mẹ Vô nhiễm nguyên tội đang đội một vầng hào quang cùng với Chúa Giê-su hài đồng. Hình ảnh này giống với một đoạn mô tả trong sách Khải Huyền: "một Người Nữ mặc áo mặt trời, chân đạp mặt trăng và đầu đội triều thiên mười hai ngôi sao". Xung quanh chân cột là 4 bức tượng phác họa các vị Thánh: Thánh Wenceslas, Thánh Moritz, Thánh Florian và Thánh Roch thành Montpellier.